# رحلة إلى جامايكا (فلم)
رحلة إلى جامايكا هو فيلم درامي كوميدي نيجري صدرَ عام 2016 من إخراج روبرت بيترز ومن بطولة أيو ماكون، فونكي أكينديلي، نْسي إكبه إيتيم ودان ديفيس. يحكي الفيلمُ قصّة مغامرات مخطوبين حديثًا في سكن أقاربهم خارج نيجيريا، وكيف أدت أسرار مُضيفِهم إلى تفّكك علاقتهم في نهاية المطاف وسط الصدمة الثقافية للبلد الجديد والعيش مع مواطنين من الطبقة العليا. على الرغم من النجاح الهائل في شباك التذاكر، حيث حطَّمَ الرقم القياسي الذي حقّقهُ فيلمُ 30 يومًا في أتلانتا كأول فيلمٍ نيجري من حيثُ الأرباح إلا أنه تلقى مراجعات مختلطة وتراوحت في المُجملِ ما بين سلبيّة ومتوسّطة. عُرض الفيلم لأول مرةٍ في جميع أنحاء العالم في الخامس والعشرين من أيلول/سبتمبر 2016 في ولاية لاغوس، حيثُ تزامن عرضُ الفيلم الأول مع مباراة كرة قدم شارك فيها لاعبون دوليون سابقون مثل نوانكو كانو، جي-جي أوكوتشا، بيتر روفاي، جوزيف يوبو وستيفن أبياه وآخرون.

## القصّة
يبدأ الفيلم بالشابِ أكبوس (يلعبُ دوره الممثل أيو ماكون) الذي يعرضُ على بولا (تلعبُ دورها الممثلة فونكي أكينديلي) الزواج عبر الهاتف من خلال بثٍ مباشرٍ خلال مهرجان لاغوس السنوي. تقبل بولا عرض الزواج ويُقرّر الزوجان الجديدان السفر للخارج لقضاء شهر العسل قبل الزفاف.
عندَ وصولهم إلى الولايات المتحدة، تستقبلهم أخت بولا أبيجيل (تلعبُ دورها الممثلة نسي إيكبي إيتيم) وزوجها مايكل رايس (يلعبُ دوره الممثل دان ديفيز). ينتقلُ الأربعة إلى منزل هذا الأخير، ويشعرُ الزوجان الحديثانِ بالرهبة تجاه القصر الكبير الذي يعيشُ فيه مايكل وزوجته لكنّ بولا علامات حزنٍ غير مفهومةٍ على وجه شقيقتها أبيجيل.
يذهبُ في هذه الأثناءِ مايكل وأكبوس للعب الجولف، وهناك يكتشفُ الأول أن أكبوس لا يُجيد هذه اللعبة وربما لا يفهمُ حتى قوانينها. على الجانبِ الآخر، تُحاول بولا الاستفسار عن مزاج أبيجيل، لكن الأخيرة ترددت عند الجواب ولم تقدم أي تفسيرٍ لمزاجها.
يعودُ أكبوس وبولا إلى جامايكا عبرَ طائرة مايكل الخاصّة، وهناك يتغيّر نمطُ حياتهم حيثُ استغلّ أكبوس شعور الدهشة الذي شعرهُ بعض الجامايكيين حين عودته فيُخبرهم أنه من علَّمَ جي-جي أوكوتشا كيفية لعب كرة القدم، كما ادّعى أنه يتكلّم أفضل من باتورانكينغ وسينثيا مورغان وأشياء أخرى لم يفعلها في الحقيقة.
يُواصل أكبوس إبراز مهاراتهِ الزائفة على بعض السكّان، فيخدعهم تارةً بحديثٍ فاروغٍ وتارة عبر الكذب وتارة أخرى عبر استعمال كلمات لا معنى لها للدلالة على شيءٍ ما، ونفسُ الأمر تفعلهُ بولا مع باقي النساء. تبدأُ مشاكل الزوجين حينما تُطاردهما عصابةٌ ما دون أن يعرفها السبب، ثمّ يكتشفانِ لاحقًا أن مايكل بارون مخدرات، وكان هاربًا من مجموعة مافيا في كارتل وهي التي تعقّبت أكبوس وبولا لابتزازِ مايكل بتسليمِ نفسه.

## طاقم التمثيل
| - أيو ماكون في دور أكبوس - فونكي أكينديلي في دور بولا - نسي إكبي إيتيم في دور أبيجيل رايس - دان ديفيز في دور مايكل رايس | - إريك روبرتس في دور سوني - كريس أتوه في دور تايو أدينوجا - سينثيا مورغان - باتورانكينغ - أولاميد - بول كامبل في دور كاسبر - ريبيكا سيلفيرا في دور جودي - أليكس مور في دور مارلون | - بريان راي مور في دور ريكي - نانسي إيسيم في دور مقدم البرنامج - ألفونسو آكين أتين جاكسون في دور الحارس الشخصي لسونى - باري بياتسينتي في دور أندرو كبير الخُدَّم |

## الاستقبال
قيّم موقعُ نوليوود الفيلم بنسبة 31% فقط ذاكرًا أنّ الشيء الوحيد الذي يُميّز هذا الفيلم هو الكوميديا وهي موجودة في مشاهد قليلة جدًا. في ذات السياق، رأى الناقد السينمائي أُوكون إِكبو من موقع واي نايجا (بالإنجليزية: YNaija) أن المخرج [بيترز] لم يتحسن من هفواته في فيم 30 يومًا في أتلانتا، وذهب أبعد من ذلك موضحًا أن «السيناريو رديء ... فونكي أكينديلي هي ممثلة مضحكة حقًا، لكنها وجدت صعوبة بسبب السيناريو السيئ. كما أن مستوى التمثيل كان خيبة أمل مما شُوهد في 30 يومًا في أتلانتا ... أُشيد بالاستمرارية وجودة الصورة مقارنةً بالفيلم السابق.»
أعطى إسيدي آيغبوغون من سكريبتيك فيلم (بالإنجليزية: Film Scriptic) مراجعة إيجابية نوعًا ما حيثُ قال: «رحلة إلى جامايكا هو فيلمٌ ممتعٌ ومضحكٌ تمامًا .... من المثير جدًا رؤية دان ديفيز (مايكل) كشخصٍ شريرٍ يعرفُ كيف يحافظ على هدوءه. يشعر الجمهور بالكثير من التوتر عندما يتخطى الزوجان الكوميديان القمّة معه ... هذا موضوع قوي. كانت نسي إكبي رائعة في تمثيلها: لقد استمتعتُ حقًا بالفيلم.»
انتقد شيدومغا إيزوزو من نيجيريا بولس (بالإنجليزية: Pulse Nigeria) الموضوعات الكوميدية للفيلم، واصفًا إيّاه بالفيلم كوميدي المتوسّط، كما أوضحَ أن تفسير إيتيم لدورها كان سطحيًا ويفتقرُ إلى الحياة، كما لاحظ أن ماكون قد بالغ في دوره، في حين رأى أنّ إدراج باتورانكينج وسينثيا مورغان لا يضيف أي قيمةٍ للفيلم. في الحبكة، وصف الفيلم بأنه يُثبِّتُ «أنّ الفكرة المضحكة لا تصنعُ دائمًا فيلمًا مضحكًا ... بالمقارنة مع فيلمِ 30 يومًا في أتلانتا فإنّ الفيلم أضعف.»
قبل عرض الفيلم في دور السينما النيجيرية، كرر أيو ماكون أنه متفائل بأن الركود الاقتصادي في نيجيريا لن يؤثر على النجاح في شباك التذاكر. بعد صدوره، حقّق الفيلمُ أرباحًا أعلى من أفضل أفلام هوليوود في عام 2016 بما في ذلك باتمان ضد سوبرمان: فجر العدالة، كابتن أمريكا: الحرب الأهلية، الفرقة الانتحاريّة، سقوط لندن، جودز أوف إيجبت ودكتور سترينج.
وردَ في تشرين الثاني/نوفمبر 2016 أنّ الفيلم قد حقق 168 مليون نايرًا مُحطِّمًا الرقم القياسي السابق الذي سجله فيلمُ 30 يومًا في أتلانتا، كما حطم الأرقام القياسية للفيلم الأول الذي وصل إلى 35 مليونًا في عطلة نهاية الأسبوع الأولى، وهو أول فيلمٍ يصلُ إلى 62 مليونًا في أسبوعه الأول، وأسرع فيلم يصل إلى إجمالي 100 مليون (في 17 يومًا فقط) وأسرع فيلمٍ يصل إجمالي أرباحهِ إلى 150 مليون في ستّة أسابيع.
فاز الفيلمُ بجائزة أفريكا إنترتينمنت (بالإنجليزية: Africa Entertainment Legends Award) والتي تُعرف اختصارًا بـ AELA عن فئةِ أفضل فيلمٍ سينمائي لعام 2016 كما حصل على أربعة ترشيحات في جوائز أفريقيا ماجيك للمشاهدين عام 2017 وذلك في فئات أفضل ممثلة في فيلم كوميدي، أفضل كاتب، أفضل فيلم (في غرب إفريقيا) وأفضل ممثل وكان حفل توزيع الجوائز قد أُقيم في آذار/مارس 2017 في ولاية لاغوس.